# Xyris andina
Xyris andina är en gräsväxtart som beskrevs av Gustaf Oskar Andersson Malme. Xyris andina ingår i släktet Xyris och familjen Xyridaceae. IUCN kategoriserar arten globalt som akut hotad.
Artens utbredningsområde är Ecuador. Inga underarter finns listade i Catalogue of Life.